# Phyllodromus leiodis
Phyllodromus leiodis är en spindeldjursart som beskrevs av De Leon 1959. Phyllodromus leiodis ingår i släktet Phyllodromus och familjen Phytoseiidae. Inga underarter finns listade i Catalogue of Life.